# Signiphoridae
Signiphoridae (anteriormente conocida como Thysanidae) es una pequeña familia de avispas parasitoides de la superfamilia Chalcidoidea. Hay aproximadamente 80 especies en 4 géneros.

## Descripción
Miden entre 0.2 y 1.5 mm. Generalmente son negros, marrones o amarillentos, ocasionalmente con un poco de rosado salmón o blanco, pero nunca metálico. El relieve de la cutícula es menos marcado que el de las familias Eurytomidae y Chalcididae.
Los principales rasgos diagnósticos son:
- El metasoma es sésil (sin "cintura de avispa") el propodeo tiene una región media triangular.
- El mazo al final de la antena es largo, sin segmentos y precedido por uno a cuatro segmentos con forma de anillos.
- Las alas tienen setas marginales de medianas a largas, con venas estigmáticas y marginales cortas y ninguna o solo una a dos setas en la membrana.

## Hábitat
Chartocerus y Thysanus tienen distribución cosmopolita. Clytina ha sido encontrada solamente en Europa oriental. Signiphora, con más de la mitad de las especies conocidas es principalmente neotropical.

## Biología
La mayoría de las especies han sido criadas en insectos escama, cochinillas de la harina, pulgones, psílidos y algunas especies de moscas de las siguientes familias Chamaemyiidae (depredadores de pulgones), Chloropidae (formadores de agallas) y Drosophilidae (ectoparásitos de  cochinillas de la harina). Pueden ser parasitoides o hiperparasitoides. Algunas especies pueden servir para control biológico de algunos insectos plagas, pero por otra parte, los hiperparasitoides pueden ser contraproducentes para esos fines.

## Sistemática y clasificación
Woolley hizo varios cambios a la clasificación de los géneros y especies después de un análisis filogenético de la familia. Los nombres genéricos disponibles en esta familia son Signiphora Ashmead, Thysanus Walker, Chartocerus Motschulsky, Clytina Erdös, Neosigniphora Rust, Kerrichiella Rozanov, Rozanoviella Subba Rao, Xana Kurdjumov, Matritia Mercet, Signiphorina Nikol'skaya y Neocales Risbec. Los cuatro últimos nombres son posiblemente sinónimos o subgéneros de  Chartocerus. Rozanoviella y Kerrichiella son considerados sinónimos de Signiphora. Neosigniphora es un sinónimo de Thysanus. Por consiguiente, ahora hay solo cuatro géneros válidos y no se reconoce ninguna subfamilia.
Se considera que Signiphoridae está más relacionada con los afelínidos (subfamilia Azotinae).